# Домналл II Дон
Домналл II Коричневий (Домналл мак Конайлл; гельської. Domnall Donn, Domnall mac Conaill; помер у 696 році) — Домналл ІІ Дон — король гельського королівства Дал Ріади, правив з 673 по 696 рік.

## Біографія
У 673 році, після смерті короля Домангарта II, Маелдуйн і його брат Домналл II стали правителями королівства Дал Ріада. Їх суперником був Ферхар II із клану Кенел Лоарн. «Пісня скоттів» називає Маелдуйна і Домналл королями Дал Ріади і співправителями. «Аннали Ульстера» згадують роки їх смерті, але не називають титулів. Можливо, брати були вождями Кенел та Габран і володіли лише землями в Кінтайрі.
У 689 році Маелдуйн помер і Домналл II став одноосібним правителем Кінтайр. У 696 році Домналл помер. Його наступником на престолі Дал Ріади став Ферхар II.